# رينيه فيريه
رينيه فيريه (بالفرنسية: René Féret)‏ هو منتج أفلام وكاتب سيناريو ومخرج وممثل فرنسي، ولد في 26 مايو 1945 في فرنسا، وتوفي في 28 أبريل 2015 بالدائرة الرابعة عشرة في باريس في فرنسا.

## وصلات خارجية
- رينيه فيريه على موقع IMDb (الإنجليزية)
- رينيه فيريه على موقع ألو سيني (الفرنسية)
- رينيه فيريه على موقع أول موفي (الإنجليزية)
- رينيه فيريه على موقع قاعدة بيانات الأفلام السويدية (السويدية)
- رينيه فيريه على موقع ديسكوغز (الإنجليزية)
- رينيه فيريه على موقع قاعدة بيانات الفيلم (الإنجليزية)
- رينيه فيريه على موقع كينوبويسك (الروسية)